# Споделен уеб хостинг
Споделен уеб хостинг е уеб хостинг услуга, споделена между много уеб сайтове на един уеб сървър, свързан към интернет. Като цяло, това е най-изгодният вариант за хостинг от гледна точка на потребителя, тъй като общата стойност за поддръжка се споделя между много клиенти.

## Описание
Хостинг услугата трябва да включва система за управление, тъй като той е общ за много потребители; това е предимство за потребителите, които не искат да се занимават с администриране, но пречка за опитните потребители, които искат повече контрол. Като цяло, споделеният уеб хостинг е неудобен за потребители, които имат нужда от допълнителен софтуер извън това, което този хостинг предоставя. Почти всички приложения, които са направени за нормален уеб сървър, работят добре със споделен уеб хостинг. Но от друга страна, споделеният хостинг е по-евтин от други видове хостинг услуги като хостинг сървър. Споделеният хостинг лимитира възможностите и хостинг доставчикът трябва да има разширена защита. Споделеният хостинг предлага основни инструменти за уеб статистика, имейл и уеб мейл поддръжка, автоматични скрипт инсталации, актуални PHP и MySQL и основна техническа поддръжка, включени в месечния абонамент. Най-често за контрол се използва уеб базирана система с контролен панел като cPanel, DirectAdmin, Plesk, InterWorx, H-Sphere и др. Повечето големи хостинг компании ползват собствени разработки на контролен панел. Контролните панели и уеб интерфейсите обаче могат да доведат до спорове, защото уеб хостинг компаниите предоставят правата си на други. Честа практика са опитите за пресъздаване на функционалности на контролните панели, което води до много съдебни дела за нарушения на патенти.
Всеки хостинг доставчик отговаря за управлението на сървърите, сървърния софтуер, актуализациите на защитата, техническата поддръжка и други аспекти на услугата. Повечето от сървърите ползват Linux операционна система и комплект софтуер LAMP, което се обосновава с надеждността и сигурността на софтуера с отворен код като Linux и Apache. Някои доставчици предлагат Microsoft Windows или FreeBSD решения. Например в панела за управление Plesk са на разположение и двете операционни системи, Linux и Windows. Сървър ориентираните функции на всяка операционна система са сходни, например MySQL и множество сървърни езици за програмиране (като например широко използваният PHP) под Linux или Microsoft SQL Server и ASP.NET под Windows.
Доставчиците на споделен хостинг варират от малки фирми до корпорации със стотици хиляди клиенти. Пазарът на уеб хостинг се определя основно от рекламата чрез инструменти като плащане на клик (PPC) или партньорски (на английски: affiliate) програми, но има и такива с нестопанска цел.
Споделеният уеб хостинг може също да бъде използван частно, като се споделят разходите за поддръжка на сървър в един колокационен център – т. нар. „кооперативен хостинг“.

## Изпълнение
Обслужването на много домейн имена на един сървър се нарича виртуален хостинг и позволява ефективно използване на ресурсите, без да е необходимо предоставените услуги да използват името на един и същ хост. За реализацията му има два начина: въз основа на името и IP базирано, като някои контролни панели позволяват смесено използване.

### IP базирани
При IP базирания виртуален хостинг (на английски: dedicated IP hosting) всеки виртуален хост притежава различен IP адрес. Уебсървърът се конфигурира с множество реални или виртуални мрежови интерфейси за един и същ физически мрежови интерфейс. Проблемът с лимитираното адресно пространство на IPv4 обаче означава, че ползването на собствен IP адрес е оправдано само в случаите, когато е необходим собствен SSL сертификат вместо споделен.

### Базирани на име
При базирания на име хостинг, също така наречен споделен IP хостинг (на английски: shared IP hosting), виртуалният хост обслужва няколко имена на една машина с един IP адрес. Това е възможно, защото, когато браузърът подаде заявката към уеб сървъра, протоколът http/1.1 включва заявеното име в нея. Сървърът използва тази информация, за да определи кой сайт да покаже на потребителя.

### DNS
Системата за имена на домейните DNS (Domain Name System) служи като голям телефонен указател, който е разпределена база от данни за компютри, услуги или други ресурси, свързани към интернет или частни мрежи. С нейна помощ се осъществява преобразуването на имената на хостовете в IP адреси. Например при заявка чрез браузъра за показване на уебсайта www.wikipedia.org чрез системата DNS се извлича правилният IP адрес, свързан с уеб сървъра, който хоства сайта, и ако www.wikipedia.org е онлайн, се изобразява в браузъра.